# Pinarostola
Pinarostola  – rodzaj ptaków z rodziny miodojadów (Meliphagidae).

## Zasięg występowania
Rodzaj obejmuje gatunki występujące na Nowej Gwinei.

## Morfologia
Długość ciała 18–22 cm; masa ciała 22–58 g.

## Systematyka
Rodzaj zdefiniował w 2023 roku międzynarodowy zespół ornitologów (Holender George Sangster, Norweg Petter Zahl Marki, Francuz Jimmy Gaudin, Szwed Martin Irestedt i Duńczyk Knud Andreas Jønsson) na łamach czasopisma Zootaxa. Na gatunek typowy autorzy wyznaczyli (oryginalne oznaczenie) filemonka marmurkowego (P. cinereus).

### Etymologia
Pinarostola: gr. πιναρος pinaros ‘brudny’, od πινος pinos ‘brud’; στολη stolē ‘ubranie, szata’, od στελλω stellō ‘ubierać się’.

### Podział systematyczny
Do rodzaju należą następujące gatunki:
- Pinarostola ixoides (Salvadori, 1878) – filemonek jednobarwny
- Pinarostola cinereus (P.L. Sclater, 1874) – filemonek marmurkowy